# Noce (Lagarce)
Pour les articles homonymes, voir Noce.
Noce est une pièce de théâtre de l'auteur dramatique français Jean-Luc Lagarce créée en 1982 par Ghilsaine Lenoir à Besançon.

## Personnages
- L'Enfant
- La Dame
- La Femme
- Le Monsieur
- L'Homme[1]

## Argument
Lors d'une noce, tous ceux qui ont été oubliés par la fête essaient de s'imposer en dépit des mariés pour créer leur propre fête.

## Adaptations

### Lectures
- 1982 : France Culture[3]

### Mises en scène
- 1982 : mise en scène Ghislaine Lenoir, Espace Planoise[1]
- 2004 : mise en scène Christine Berg, La Scène Watteau[4]
- 2005 : mise en scène René Albold, Théâtre de l'Opprimé[5]
- 2008 : mise en scène Jacqueline Gudin, Théâtre du Labyrinthe
- 2016 : mise en scène Pierre Notte, Théâtre 95[6]